# Rhionaeschna psilus
Rhionaeschna psilus är en trollsländeart som först beskrevs av Philip Powell Calvert 1947.  Rhionaeschna psilus ingår i släktet Rhionaeschna och familjen mosaiktrollsländor. Inga underarter finns listade i Catalogue of Life.